# Гжибовский, Юзеф
Юзеф Гжибовский (Józef Grzybowski; 17 марта 1869, Краков, Цислейтания — 17 февраля 1922, Краков) — польский геолог, микропалеонтолог-фораминиферолог и исследователь геологии нефти.

## Биография
Родился 17 марта 1869 года в Кракове.
Получил образование в Ягеллонском университете, где стал директором палеонтологической лаборатории.
Профессор палеонтологии Ягеллонского университета в Кракове.
Известен как пионер в использовании микрофоссилий в биостратиграфии.
Исследователь нефтяных месторождений и вопросов происхождения нефти.
Скончался 17 февраля 1922 года в Кракове

## Публикации
- Grzybowski J. Zur Ursprungs-Theorie des Erdöls [К теории происхождения нефти] // 3 session Congrès international du pétrole: Compte-rendu. Bucarest, 1907. T. 2. P. 137.